# 张成中
张成中（1970年10月—），辽宁盖州人，中华人民共和国政治人物。1993年7月参加工作，1998年6月加入中国共产党。曾任中共辽宁省委常委、秘书长；中共河北省委常委、河北省人民政府常务副省长等职。现任中共河北省委常委、中共唐山市委书记。

## 生平
曾任锦州石油化工公司技术发展处处长，东北炼化工程公司规划计划处处长，东北炼化工程有限公司党委委员、副总经理，抚顺市人民政府副市长，中国石油天然气集团辽宁销售分公司党委委员、副总经理、安全总监，中共阜新市委常委、阜新市人民政府常务副市长等职务。
2017年12月，任中共阜新市委副书记、阜新市人民政府代市长。2018年1月8日下午，阜新市第十六届人民代表大会第一次会议，张成中当选为市长。2018年2月24日，当选为第十三届全国人大代表。2021年1月，改任中共盘锦市委书记。2021年12月18日，当选为中共辽宁省委常委，且兼任省委秘书长，并继续担任盘锦市委书记直到翌年4月。
2023年7月，调任中共河北省委常委，河北省人民政府党组副书记、副省长。
2024年11月12日，转任中共唐山市委书记。11月28日，不再兼任河北省人民政府常务副省长一职。